# Schweizer Parlamentswahlen 1914/Resultate Nationalratswahlen

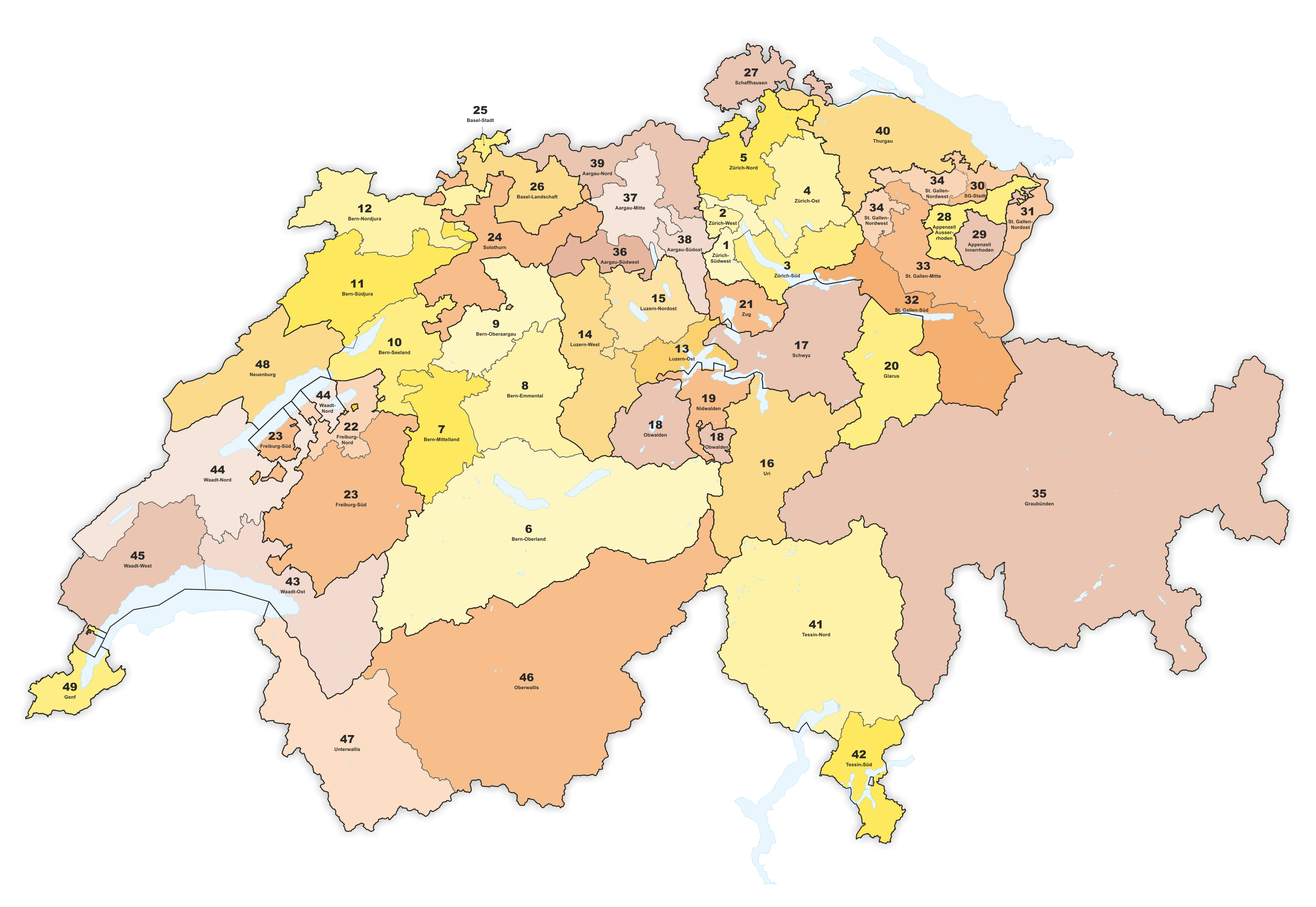
Nationalratswahlkreise von 1911 bis 1919

Die Nationalratswahlen der 23. Legislaturperiode fanden am 25. Oktober 1914 statt. Neu zu besetzen waren 189 Sitze im schweizerischen Nationalrat. Auf dieser Seite findet sich eine Übersicht über die detaillierten Resultate in den Kantonen.

## Erklärungen
Wie bei allen Wahlen vor der Einführung des heute üblichen Proporzwahlrechts im Jahr 1919 gelangte das Majorzwahlrecht zur Anwendung. Das Land war zu diesem Zweck in 49 unterschiedlich grosse Nationalratswahlkreise unterteilt, in denen ein bis acht Sitze zu vergeben waren. Angewendet wurde die so genannte romanische Mehrheitswahl, bei der ein Kandidat die absolute Mehrheit der abgegebenen Stimmen benötigte, um gewählt zu werden. Jeder Wähler hatte so viele Stimmen, wie Sitze zu vergeben waren.
- Wahlkreis: Die Wahlkreise waren fortlaufend nummeriert, geordnet nach der Reihenfolge der Kantone in der schweizerischen Bundesverfassung. Aufgrund der wechselnden Anzahl Wahlkreise im Laufe der Jahre erhielten manche mehrmals eine neue Nummer. Deshalb besitzen die weiterführenden Artikel ein Lemma mit einer inoffiziellen geographischen Bezeichnung.
- Gewählte Kandidaten sind fett markiert, nicht gewählte Kandidaten sind kursiv markiert

## Parteien
- FDP = Freisinnig-Demokratische Partei
- LPS = Liberale Partei der Schweiz
- KVP = Konservative Volkspartei
- ER = Evangelische Rechte (evangelische/reformierte Konservative)
- DL = Demokratische Linke (sozialpolitische Gruppe, Demokratische Partei)
- SP = Sozialdemokratische Partei
- DVV = Demokratisch-volkswirtschaftliche Vereinigung

## Ergebnisse der Nationalratswahlen

### Kanton Aargau (12 Sitze)
| Wahlkreis | Sitze | Datum            | Wahlbe- rechtigte | Anzahl Wählende | Wahlbe- teiligung | Gewählte und Nichtgewählte                                              | Partei          | Stimmen                 | Anteil                      |
| --------- | ----- | ---------------- | ----------------- | --------------- | ----------------- | ----------------------------------------------------------------------- | --------------- | ----------------------- | --------------------------- |
| Nr. 36    | 3     | 25. Oktober 1914 | 10 961            | 10 215          | 93,2 %            | Johann Rudolf Suter Alwin Weber Otto Hunziker                           | FDP FDP FDP     | 6 151 6 066 6 013       | 72,2 % 71,2 % 70,6 %        |
| Nr. 37    | 4     | 25. Oktober 1914 | 15 988            | 15 111          | 94,6 %            | Hans Siegrist Emil Keller Heinrich Eugen Abt Conradin Zschokke          | FDP FDP FDP     | 7 748 7 735 7 319 7 169 | 66,1 % 66,0 % 62,4 % 61,1 % |
| Nr. 38    | 1     | 25. Oktober 1914 | 6 057             | 4 646           | 76,7 %            | Jakob Nietlispach                                                       | KVP             | 3 187                   | 83,1 %                      |
| Nr. 39    | 4     | 25. Oktober 1914 | 16 979            | 12 976          | 76,5 %            | Alfred Wyrsch Franz Xaver Eggspühler Gustav Adolf Ursprung Joseph Jäger | KVP KVP FDP FDP | 8 834 8 505 8 319 8 182 | 88,1 % 84,8 % 82,9 % 81,6 % |

### Kanton Appenzell Ausserrhoden (3 Sitze)
| Wahlkreis | Sitze | Datum            | Wahlbe- rechtigte | Anzahl Wählende | Wahlbe- teiligung | Gewählte und Nichtgewählte                      | Partei     | Stimmen           | Anteil               |
| --------- | ----- | ---------------- | ----------------- | --------------- | ----------------- | ----------------------------------------------- | ---------- | ----------------- | -------------------- |
| Nr. 28    | 3     | 25. Oktober 1914 | 13 643            | 9 178           | 67,3 %            | Arthur Eugster Johannes Eisenhut Howard Eugster | FDP FDP SP | 7 409 7 162 6 901 | 94,1 % 90,9 % 87,6 % |

### Kanton Appenzell Innerrhoden (1 Sitz)
| Wahlkreis | Sitze | Datum            | Wahlbe- rechtigte | Anzahl Wählende | Wahlbe- teiligung | Gewählte und Nichtgewählte | Partei | Stimmen | Anteil |
| --------- | ----- | ---------------- | ----------------- | --------------- | ----------------- | -------------------------- | ------ | ------- | ------ |
| Nr. 29    | 1     | 25. Oktober 1914 | 3 240             | 2 308           | 71,2 %            | Adolf Steuble              | KVP    | 1 756   | 85,7 % |

### Kanton Basel-Landschaft (4 Sitze)
| Wahlkreis | Sitze | Datum            | Wahlbe- rechtigte | Anzahl Wählende | Wahlbe- teiligung | Gewählte und Nichtgewählte                                                                                  | Partei             | Stimmen                       | Anteil                                    |
| --------- | ----- | ---------------- | ----------------- | --------------- | ----------------- | --- | ------------------ | ----------------------------- | ----------------------------------------- |
| Nr. 26    | 4     | 25. Oktober 1914 | 16 843            | 7 911           | 47,0 %            | Heinrich Strub Hermann Straumann Albert Grieder Gustav Adolf Seiler Wilhelm Friedrich Schär Karl von Blarer | FDP FDP DVV SP KVP | 5 411 5 122 4 891 2 445 2 181 | 71,5 % 67,7 % 64,6 % 64,6 % 32,3 % 28,8 % |

### Kanton Basel-Stadt (7 Sitze)
| Wahlkreis | Sitze | Datum            | Wahlbe- rechtigte | Anzahl Wählende | Wahlbe- teiligung | Gewählte und Nichtgewählte | Partei            | Stimmen                                   | Anteil                                           |
| --------- | ----- | ---------------- | ----------------- | --------------- | ----------------- | --- | ----------------- | ----------------------------------------- | ------------------------------------------------ |
| Nr. 25    | 7     | 25. Oktober 1914 | 24 019            | 7 068           | 29,4 %            | Eugen Wullschleger Carl Christoph Burckhardt Isaak Iselin-Sarasin Johannes Frei Bernhard Jäggi Emil Göttisheim Christian Rothenberger | SP LPS SP FDP FDP | 5 754 5 252 5 123 5 068 5 061 4 608 4 509 | 86,0 % 78,5 % 76,6 % 75,8 % 75,7 % 68,9 % 67,4 % |

### Kanton Bern (32 Sitze)
| Wahlkreis | Sitze | Datum                          | Wahlbe- rechtigte | Anzahl Wählende | Wahlbe- teiligung | Gewählte und Nichtgewählte                                                                                      | Partei            | Stimmen                                   | Anteil                                           |
| --------- | ----- | ------------------------------ | ----------------- | --------------- | ----------------- | --- | ----------------- | ----------------------------------------- | ------------------------------------------------ |
| Nr. 6     | 6     | 25. Oktober 1914               | 26 904            | 7 413           | 27,6 %            | Robert Stucki Arnold Gottlieb Bühler Johann Jakob Rebmann Emil Lohner Hermann Schüpbach Johann Friedrich Michel | FDP FDP FDP       | 6 308 6 192 6 078 6 075 5 904 5 659       | 85,0 % 83,5 % 81,9 % 81,9 % 79,6 % 76,3 %        |
| Nr. 7     | 7     | 25. Oktober 1914               | 35 919            | 9 118           | 25,4 %            | Gustav Müller Johann Hirter Johann Jenny Fritz Burren Gustav König Michael Bühler Jakob Scheidegger             | SP FDP ER FDP FDP | 7 957 7 547 7 296 7 253 7 177 7 121 6 926 | 87,2 % 82,7 % 80,0 % 79,5 % 78,7 % 78,0 % 75,9 % |
| Nr. 8     | 4     | 25. Oktober 1914               | 19 531            | 4 057           | 20,8 %            | Friedrich Minder Fritz Bühlmann Johann Jakob Schär Fritz Zumstein                                               | FDP FDP FDP       | 3 605 3 601 3 551 3 378                   | 88,8 % 88,7 % 87,5 % 83,2 %                      |
| Nr. 9     | 4     | 25. Oktober 1914               | 19 742            | 6 057           | 30,7 %            | August Rikli Arnold Gugelmann Friedrich Buri Michael Hofer                                                      | SP FDP FDP        | 5 669 4 985 4 836 4 792                   | 93,5 % 82,3 % 79,8 % 79,1 %                      |
| Nr. 10    | 5     | 25. Oktober 1914               | 20 978            | 5 707           | 27,2 %            | Johann Näher Alfred Moll Jakob Freiburghaus Karl Scheurer Eduard Will                                           | SP FDP FDP        | 4 991 4 776 4 763 4 578 4 566             | 87,4 % 83,6 % 83,4 % 80,2 % 80,0 %               |
| Nr. 11    | 3     | 25. Oktober 1914               | 14 017            | 4 658           | 33,2 %            | Émile Ryser Albert Locher Robert Savoye                                                                         | SP FDP FDP        | 3 807 3 268 3 180                         | 81,7 % 70,1 % 68,2 %                             |
| Nr. 12    | 3     | 25. Oktober 1914               | 11 773            | 4 751           | 40,4 %            | Joseph Choquard Ernest Daucourt Henri Simonin                                                                   | KVP KVP FDP       | 3 509 3 236 1 924                         | 73,8 % 68,1 % 40,4 %                             |
| Nr. 12    | 3     | 8. November 1914 (2. Wahlgang) | 11 732            | ca. 2 000       | 17,1 %            | Henri Simonin                                                                                                   | FDP               | 1 683                                     | 84,1 %                                           |

### Kanton Freiburg (7 Sitze)
| Wahlkreis | Sitze | Datum            | Wahlbe- rechtigte | Anzahl Wählende | Wahlbe- teiligung | Gewählte und Nichtgewählte                                                         | Partei              | Stimmen                       | Anteil                             |
| --------- | ----- | ---------------- | ----------------- | --------------- | ----------------- | ---------------------------------------------------------------------------------- | ------------------- | ----------------------------- | ---------------------------------- |
| Nr. 22    | 2     | 25. Oktober 1914 | 10 031            | 3 468           | 34,6 %            | Hermann Liechti Eugène Descheneaux                                                 | FDP KVP             | 2 899 2 861                   | 87,8 % 86,7 %                      |
| Nr. 23    | 5     | 25. Oktober 1914 | 21 564            | 7 825           | 36,3 %            | Jean-Marie Musy Max de Diesbach A.-F.-L. Cailler Eugène Grand Charles de Wuilleret | KVP KVP FDP KVP KVP | 7 245 7 110 7 055 7 026 6 893 | 95,6 % 93,8 % 93,1 % 92,7 % 90,9 % |

### Kanton Genf (8 Sitze)
| Wahlkreis | Sitze | Datum                          | Wahlbe- rechtigte | Anzahl Wählende | Wahlbe- teiligung | Gewählte und Nichtgewählte | Partei                         | Stimmen                                                                      | Anteil                                                                       |
| --------- | ----- | ------------------------------ | ----------------- | --------------- | ----------------- | --- | ------------------------------ | ---------------------------------------------------------------------------- | ---------------------------------------------------------------------------- |
| Nr. 49    | 8     | 25. Oktober 1914               | 30 750            | 16 279          | 52,9 %            | Gustave Ador Henri Fazy Marc Peter Jean Sigg Firmin Ody Albert Maunoir Horace Micheli Frédéric de Rabours Louis Willemin Victor Charbonnet Marc-Eugène Ritzchel | LPS FDP SP KVP LPS FDP FDP FDP | 14 703 14 374 13 244 12 487 11 818 08 646 08 197 07 506 07 114 05 104 04 985 | 92,0 % 90,0 % 82,9 % 78,2 % 74,0 % 54,1 % 51,3 % 47,0 % 44,5 % 31,9 % 31,2 % |
| Nr. 49    | 8     | 8. November 1914 (2. Wahlgang) | 30 781            | 14 521          | 47,2 %            | Louis Willemin Frédéric de Rabours | FDP LPS                        | 07 607 06 411                                                                | 52,3 % 44,1 %                                                                |

### Kanton Glarus (2 Sitze)
| Wahlkreis | Anzahl Sitze | Datum            | Wahlbe- rechtigte | Anzahl Wählende | Wahlbe- teiligung | Gewählte und Nichtgewählte   | Partei | Stimmen     | Anteil        |
| --------- | ------------ | ---------------- | ----------------- | --------------- | ----------------- | ---------------------------- | ------ | ----------- | ------------- |
| Nr. 20    | 2            | 25. Oktober 1914 | 8 151             | 4 650           | 57,1 %            | Eduard Blumer Heinrich Jenny | DL FDP | 3 951 3 733 | 93,8 % 88,6 % |

### Kanton Graubünden (6 Sitze)
| Wahlkreis | Sitze | Datum            | Wahlbe- rechtigte | Anzahl Wählende | Wahlbe- teiligung | Gewählte und Nichtgewählte                                                                         | Partei          | Stimmen                                   | Anteil                                    |
| --------- | ----- | ---------------- | ----------------- | --------------- | ----------------- | -------------------------------------------------------------------------------------------------- | --------------- | ----------------------------------------- | ----------------------------------------- |
| Nr. 35    | 6     | 25. Oktober 1914 | 28 442            | 13 456          | 47,3 %            | Alfred von Planta Johann Schmid Johann Anton Caflisch Eduard Walser Paul Raschein sr. Andrea Vital | LPS KVP FDP FDP | 11 271 11 005 10 792 10 713 10 659 10 641 | 95,2 % 93,0 % 91,2 % 90,5 % 90,0 % 89,9 % |

### Kanton Luzern (8 Sitze)
| Wahlkreis | Sitze | Datum            | Wahlbe- rechtigte | Anzahl Wählende | Wahlbe- teiligung | Gewählte und Nichtgewählte                          | Partei      | Stimmen           | Anteil               |
| --------- | ----- | ---------------- | ----------------- | --------------- | ----------------- | --------------------------------------------------- | ----------- | ----------------- | -------------------- |
| Nr. 13    | 3     | 25. Oktober 1914 | 15 196            | 4 764           | 31,4 %            | Peter Knüsel Hermann Heller Otto Sidler             | FDP FDP FDP | 2 969 2 839 2 813 | 89,0 % 85,1 % 84,3 % |
| Nr. 14    | 2     | 25. Oktober 1914 | 11 203            | 3 558           | 31,8 %            | Josef Anton Balmer Anton Erni                       | KVP KVP     | 3 003 2 984       | 95,9 % 95,3 %        |
| Nr. 15    | 3     | 25. Oktober 1914 | 12 991            | 4 061           | 31,3 %            | Franz Moser-Schär Heinrich Walther Dominik Fellmann | KVP KVP KVP | 3 375 3 294 3 255 | 95,9 % 93,6 % 92,5 % |

### Kanton Neuenburg (7 Sitze)
| Wahlkreis | Sitze | Datum                          | Wahlbe- rechtigte | Anzahl Wählende | Wahlbe- teiligung | Gewählte und Nichtgewählte                                                                                          | Partei        | Stimmen                                          | Anteil                                           |
| --------- | ----- | ------------------------------ | ----------------- | --------------- | ----------------- | --- | ------------- | ------------------------------------------------ | ------------------------------------------------ |
| Nr. 48    | 7     | 25. Oktober 1914               | 32 364            | 16 931          | 52,4 %            | Eugène Bonhôte Auguste Leuba Paul-Ernest Mosimann Henri Calame Jules-Albert Piguet Charles Naine Ernest-Paul Graber | LPS FDP SP SP | 10 709 10 489 10 413 10 393 10 343 06 031 05 882 | 64,6 % 63,2 % 62,8 % 62,7 % 62,4 % 36,3 % 35,4 % |
| Nr. 48    | 7     | 8. November 1914 (2. Wahlgang) | 32 068            | 4 355           | 13,6 %            | Charles Naine Ernest-Paul Graber                                                                                    | SP SP         | 03 657 03 539                                    | 83,9 % 81,2 %                                    |

### Kanton Nidwalden (1 Sitz)
| Wahlkreis | Sitze | Datum            | Wahlbe- rechtigte | Anzahl Wählende | Wahlbe- teiligung | Gewählte und Nichtgewählte | Partei | Stimmen | Anteil |
| --------- | ----- | ---------------- | ----------------- | --------------- | ----------------- | -------------------------- | ------ | ------- | ------ |
| Nr. 19    | 1     | 25. Oktober 1914 | 3 225             | 897             | 27,8 %            | Karl Niederberger          | KVP    | 793     | 97,5 % |

### Kanton Obwalden (1 Sitz)
| Wahlkreis | Anzahl Sitze | Datum            | Wahlbe- rechtigte | Anzahl Wählende | Wahlbe- teiligung | Gewählte und Nichtgewählte | Partei | Stimmen | Anteil |
| --------- | ------------ | ---------------- | ----------------- | --------------- | ----------------- | -------------------------- | ------ | ------- | ------ |
| Nr. 18    | 1            | 25. Oktober 1914 | 4 170             | 1 280           | 30,7 %            | Peter Anton Ming           | KVP    | 1 014   | 96,2 % |

### Kanton Schaffhausen (2 Sitze)
| Wahlkreis | Sitze | Datum            | Wahlbe- rechtigte | Anzahl Wählende | Wahlbe- teiligung | Gewählte und Nichtgewählte   | Partei  | Stimmen     | Anteil        |
| --------- | ----- | ---------------- | ----------------- | --------------- | ----------------- | ---------------------------- | ------- | ----------- | ------------- |
| Nr. 27    | 2     | 25. Oktober 1914 | 9 615             | 7 564           | 78,7 %            | Carl Spahn Robert Grieshaber | FDP FDP | 4 893 4 708 | 95,9 % 92,3 % |

### Kanton Schwyz (3 Sitze)
| Wahlkreis | Sitze | Datum            | Wahlbe- rechtigte | Anzahl Wählende | Wahlbe- teiligung | Gewählte und Nichtgewählte                                          | Partei      | Stimmen           | Anteil               |
| --------- | ----- | ---------------- | ----------------- | --------------- | ----------------- | ------------------------------------------------------------------- | ----------- | ----------------- | -------------------- |
| Nr. 17    | 3     | 25. Oktober 1914 | 13 870            | 3 142           | 22,7 %            | Josef Anton Ferdinand Büeler Anton von Hettlingen Martin Steinegger | KVP KVP FDP | 2 783 2 710 2 677 | 97,9 % 95,4 % 94,2 % |

### Kanton Solothurn (6 Sitze)
| Wahlkreis | Sitze | Datum            | Wahlbe- rechtigte | Anzahl Wählende | Wahlbe- teiligung | Gewählte und Nichtgewählte                                                                   | Partei         | Stimmen                             | Anteil                                    |
| --------- | ----- | ---------------- | ----------------- | --------------- | ----------------- | -------------------------------------------------------------------------------------------- | -------------- | ----------------------------------- | ----------------------------------------- |
| Nr. 24    | 6     | 25. Oktober 1914 | 27 888            | 8 901           | 31,9 %            | Hans Affolter Siegfried Hartmann Eduard Bally Jakob Zimmermann Max Studer Adrian von Arx sr. | SP KVP FDP FDP | 7 911 7 749 7 630 7 573 7 383 7 368 | 93,7 % 91,8 % 90,4 % 89,7 % 87,4 % 87,3 % |

### Kanton St. Gallen (15 Sitze)
| Wahlkreis | Sitze | Datum            | Wahlbe- rechtigte | Anzahl Wählende | Wahlbe- teiligung | Gewählte und Nichtgewählte                                                  | Partei         | Stimmen                 | Anteil                      |
| --------- | ----- | ---------------- | ----------------- | --------------- | ----------------- | --------------------------------------------------------------------------- | -------------- | ----------------------- | --------------------------- |
| Nr. 30    | 4     | 25. Oktober 1914 | 14 270            | 9 638           | 67,5 %            | Karl Emil Wild J. A. Scherrer-Füllemann Eduard Scherrer Albert Mächler      | FDP DL FDP FDP | 7 228 7 215 7 197 7 161 | 93,3 % 93,1 % 92,9 % 92,4 % |
| Nr. 31    | 4     | 25. Oktober 1914 | 13 904            | 9 904           | 71,2 %            | Ernst Schmidheiny Carl Zurburg Johann Baptist Eisenring Heinrich Otto Weber | FDP KVP DL     | 6 884 6 835 6 798 6 529 | 91,5 % 90,9 % 90,4 % 86,8 % |
| Nr. 32    | 3     | 25. Oktober 1914 | 16 943            | 11 687          | 69,0 %            | Gallus Schwendener Ernst Wagner Robert Forrer                               | FDP FDP FDP    | 8 515 8 511 8 371       | 94,6 % 94,5 % 93,0 %        |
| Nr. 33    | 2     | 25. Oktober 1914 | 10 349            | 7 171           | 69,3 %            | Johann Baptist Schubiger Emil Grünenfelder                                  | KVP KVP        | 4 915 4 617             | 92,4 % 86,8 %               |
| Nr. 34    | 2     | 25. Oktober 1914 | 9 393             | 7 056           | 75,1 %            | Othmar Staub Thomas Holenstein sr.                                          | KVP KVP        | 5 408 5 348             | 94,7 % 93,6 %               |

### Kanton Tessin (8 Sitze)
| Wahlkreis | Sitze | Datum                          | Wahlbe- rechtigte | Anzahl Wählende | Wahlbe- teiligung | Gewählte und Nichtgewählte                                                     | Partei          | Stimmen                       | Anteil                             |
| --------- | ----- | ------------------------------ | ----------------- | --------------- | ----------------- | ------------------------------------------------------------------------------ | --------------- | ----------------------------- | ---------------------------------- |
| Nr. 41    | 4     | 25. Oktober 1914               | 19 192            | 7 157           | 37,3 %            | Emilio Bossi Achille Borella Francesco Vassalli Angelo Tarchini Luigi Balestra | FDP FDP KVP KVP | 3 492 3 457 3 309 2 940 0 970 | 51,3 % 50,8 % 48,6 % 43,2 % 14,2 % |
| Nr. 41    | 4     | 8. November 1914 (2. Wahlgang) | 19 234            | 5 693           | 29,6 %            | Francesco Vassalli Angelo Tarchini                                             | FDP KVP         | 3 084 2 897                   | 54,1 % 50,8 %                      |
| Nr. 42    | 4     | 25. Oktober 1914               | 21 433            | 4 839           | 22,6 %            | Evaristo Garbani-Nerini Brenno Bertoni Francesco Balli Giuseppe Cattori        | FDP FDP LPS KVP | 2 251 2 213 2 144 2 096       | 51,7 % 50,9 % 49,3 % 48,2 %        |
| Nr. 42    | 4     | 8. November 1914 (2. Wahlgang) | 21 444            | 2 433           | 11,4 %            | Francesco Balli Giuseppe Cattori                                               | LPS KVP         | 2 255 2 213                   | 92,6 % 90,9 %                      |

### Kanton Thurgau (7 Sitze)
| Wahlkreis | Sitze | Datum                          | Wahlbe- rechtigte | Anzahl Wählende | Wahlbe- teiligung | Gewählte und Nichtgewählte | Partei                                           | Stimmen                                                                             | Anteil                                                                              |
| --------- | ----- | ------------------------------ | ----------------- | --------------- | ----------------- | --- | ------------------------------------------------ | ----------------------------------------------------------------------------------- | ----------------------------------------------------------------------------------- |
| Nr. 40    | 7     | 25. Oktober 1914               | 29 111            | 22 930          | 78,8 %            | Emil Hofmann Carl Eigenmann Alfons von Streng Oskar Ullmann Heinrich Häberlin Jakob Müller Jakob Zingg Hermann Traber Eduard Fehr Otto Höppli Heinrich Schenkel Alfred Gubler | DL unabh. KVP FDP unabh. KVP unabh. SP DL unabh. | 17 872 17 663 17 548 17 500 17 431 16 978 05 226 04 623 03 764 03 710 02 115 01 820 | 88,1 % 87,0 % 86,5 % 86,2 % 85,9 % 83,7 % 25,7 % 22,7 % 18,5 % 18,2 % 10,4 % 08,9 % |
| Nr. 40    | 7     | 8. November 1914 (2. Wahlgang) | 28 936            | 21 598          | 74,7 %            | Jakob Zingg Rudolf Huber Otto Höppli | FDP FDP SP                                       | 09 191 06 372 05 154                                                                | 42,5 % 29,5 % 23,8 %                                                                |

### Kanton Uri (1 Sitz)
| Wahlkreis | Sitze | Datum            | Wahlbe- rechtigte | Anzahl Wählende | Wahlbe- teiligung | Gewählte und Nichtgewählte | Partei  | Stimmen     | Anteil        |
| --------- | ----- | ---------------- | ----------------- | --------------- | ----------------- | -------------------------- | ------- | ----------- | ------------- |
| Nr. 16    | 1     | 25. Oktober 1914 | 4 862             | 4 008           | 82,4 %            | Martin Gamma Karl Huber    | FDP KVP | 2 242 1 563 | 58,5 % 40,8 % |

### Kanton Waadt (16 Sitze)
| Wahlkreis | Sitze | Datum            | Wahlbe- rechtigte | Anzahl Wählende | Wahlbe- teiligung | Gewählte und Nichtgewählte | Partei                     | Stimmen                                               | Anteil                                                         |
| --------- | ----- | ---------------- | ----------------- | --------------- | ----------------- | --- | -------------------------- | ----------------------------------------------------- | -------------------------------------------------------------- |
| Nr. 43    | 8     | 25. Oktober 1914 | 34 878            | 12 908          | 37,0 %            | Alois de Meuron Édouard Secretan Paul Maillefer Charles-Eugène Fonjallaz Émile Gaudard Alexandre Emery Alfred Pilliod Félix Bonjour Sidney Schopfer | LPS LPS FDP LPS FDP sonst. | 9 807 9 560 9 474 9 323 9 168 9 134 9 116 6 486 5 549 | 80,3 % 78,3 % 77,6 % 76,3 % 75,1 % 74,8 % 74,7 % 53,1 % 45,4 % |
| Nr. 44    | 5     | 25. Oktober 1914 | 23 743            | 8 752           | 36,9 %            | Ernest Chuard Louis Reymond Armand Piguet Henri Grobet Fritz Bosset                                                                                 | FDP FDP LPS FDP FDP        | 8 218 8 101 8 037 7 918 7 909                         | 95,5 % 94,1 % 93,4 % 92,0 % 91,9 %                             |
| Nr. 45    | 3     | 25. Oktober 1914 | 14 072            | 5 381           | 38,2 %            | Jean Yersin John-Henri Mermoud Alfred Jaton | LPS FDP FDP                | 5 110 5 094 5 070                                     | 96,5 % 96,2 % 95,8 %                                           |

### Kanton Wallis (6 Sitze)
| Wahlkreis | Sitze | Datum            | Wahlbe- rechtigte | Anzahl Wählende | Wahlbe- teiligung | Gewählte und Nichtgewählte                                             | Partei      | Stimmen                 | Anteil                      |
| --------- | ----- | ---------------- | ----------------- | --------------- | ----------------- | ---------------------------------------------------------------------- | ----------- | ----------------------- | --------------------------- |
| Nr. 46    | 4     | 25. Oktober 1914 | 18 776            | 9 064           | 48,3 %            | Alexander Seiler Joseph Kuntschen sr. Raymond Evéquoz Charles de Preux | KVP KVP KVP | 8 609 8 274 7 777 7 021 | 96,3 % 92,5 % 87,0 % 78,5 % |
| Nr. 47    | 2     | 25. Oktober 1914 | 12 072            | 4 791           | 39,7 %            | Jules Tissières Eugène de Lavallaz                                     | KVP FDP     | 4 024 3 993             | 85,6 % 84,9 %               |

### Kanton Zug (1 Sitz)
| Wahlkreis | Sitze | Datum            | Wahlbe- rechtigte | Anzahl Wählende | Wahlbe- teiligung | Gewählte und Nichtgewählte | Partei | Stimmen | Anteil  |
| --------- | ----- | ---------------- | ----------------- | --------------- | ----------------- | -------------------------- | ------ | ------- | ------- |
| Nr. 21    | 1     | 25. Oktober 1914 | 6 718             | 1 421           | 21,2 %            | Hermann Stadlin            | FDP    | 1 097   | 100,0 % |

### Kanton Zürich (25 Sitze)
| Wahlkreis | Sitze | Datum            | Wahlbe- rechtigte | Anzahl Wählende | Wahlbe- teiligung | Gewählte und Nichtgewählte                                                                            | Partei            | Stimmen                                   | Anteil                                           |
| --------- | ----- | ---------------- | ----------------- | --------------- | ----------------- | --- | ----------------- | ----------------------------------------- | ------------------------------------------------ |
| Nr. 1     | 7     | 25. Oktober 1914 | 32 243            | 10 472          | 32,5 %            | Robert Billeter Alfred Frey Emil Zürcher Walter Bissegger Robert Schmid Jakob Lutz Friedrich Fritschi | FDP FDP DL FDP DL | 9 051 8 919 8 859 8 813 8 782 8 686 8 664 | 86,4 % 85,1 % 84,5 % 84,1 % 83,8 % 82,9 % 82,7 % |
| Nr. 2     | 5     | 25. Oktober 1914 | 19 482            | 5 940           | 30,5 %            | Herman Greulich Robert Seidel Paul Pflüger Robert Grimm Johannes Sigg                                 | SP SP SP          | 5 154 5 025 5 005 4 924 4 916             | 86,7 % 84,5 % 84,2 % 82,8 % 82,7 %               |
| Nr. 3     | 5     | 25. Oktober 1914 | 24 812            | 8 590           | 34,6 %            | Johann Rudolf Amsler Heinrich Hess Karl Koller Theodor Odinga Emil Rellstab                           | LPS DL FDP FDP    | 7 881 7 766 7 739 7 721 7 568             | 91,7 % 90,4 % 90,0 % 89,8 % 88,1 %               |
| Nr. 4     | 5     | 25. Oktober 1914 | 25 566            | 11 300          | 44,2 %            | Friedrich Studer Hans Sträuli Hans Schenkel Friedrich Ottiker Julius Gujer                            | SP DL SP DL FDP   | 9 198 8 811 8 732 8 536 8 233             | 81,3 % 77,9 % 77,2 % 75,5 % 72,8 %               |
| Nr. 5     | 3     | 25. Oktober 1914 | 13 504            | 4 792           | 35,5 %            | Konrad Hörni Jakob Walder David Ringger                                                               | DL DL             | 4 441 4 389 04 356                        | 92,6 % 91,5 % 90,9 %                             |

## Ersatzwahlen bis 1917
Aufgrund von Vakanzen während der darauf folgenden 23. Legislaturperiode fanden in zehn Wahlkreisen zwölf Ersatzwahlen statt.
| Wahlkreis / Kanton | Ersatz für                | Datum                      | Wahlbe- rechtigte | Anzahl Wählende | Wahlbe- teiligung | Gewählte und Nichtgewählte                          | Partei       | Stimmen              | Anteil               |
| ------------------ | ------------------------- | -------------------------- | ----------------- | --------------- | ----------------- | --------------------------------------------------- | ------------ | -------------------- | -------------------- |
| Nr. 1 (ZH)         | Walter Bissegger          | 27. Juni 1915              | 32 920            | 10 511          | 31,9 %            | Albert Meyer                                        | FDP          | 07 348               | 69,9 %               |
| Nr. 1 (ZH)         | Robert Billeter           | 22. April 1917             | 36 444            | 18 643          | 51,2 %            | John Syz Emil Klöti                                 | FDP SP       | 09 207 08 102        | 49,4 % 43,5 %        |
| Nr. 1 (ZH)         | Robert Billeter           | 13. Mai 1917 (2. Wahlgang) | 36 556            | 24 130          | 66,0 %            | John Syz Emil Klöti                                 | FDP SP       | 11 983 11 211        | 49,7 % 46,5 %        |
| Nr. 2 (ZH)         | Johannes Sigg             | 19. November 1916          | 21 687            | 11 309          | 52,1 %            | Anton Rimathé                                       | SP           | 06 664               | 58,9 %               |
| Nr. 5 (ZH)         | Jakob Walder              | 18. April 1915             | 13 869            | 8 897           | 64,2 %            | Friedrich Bopp Eduard Schäubli Johannes Meyer-Rusca | sonst. SP DL | 04 549 02 848 01 429 | 51,1 % 32,0 % 16,1 % |
| Nr. 13 (LU)        | Hermann Heller            | 19. August 1917            | 15 872            | 1 895           | 11,9 %            | Gustav Schaller                                     | FDP          | 01 844               | 97,3 %               |
| Nr. 14 (LU)        | Anton Erni                | 13. August 1916            | 11 404            | 02 719          | 23,8 %            | Eduard Häfliger                                     | KVP          | 02 714               | 99,8 %               |
| Nr. 23 (FR)        | Max de Diesbach           | 28. Mai 1916               | 21 494            | 04 791          | 22,3 %            | Franz Boschung                                      | KVP          | 04 630               | 96,6 %               |
| Nr. 25 (BS)        | Carl Christoph Burckhardt | 24. April 1915             | 25 702            | 8 204           | 31,9 %            | Paul Speiser                                        | LPS          | 07 881               | 96,1 %               |
| Nr. 25 (BS)        | Bernhard Jäggi            | 18. Februar 1917           | 27 914            | 11 551          | 41,4 %            | Rudolf Gelpke Franz Welti                           | sonst. SP    | 06 495 03 000        | 56,2 % 43,3 %        |
| Nr. 35 (GR)        | Alfred von Planta         | 7. März 1915               | 27 483            | 13 925          | 50,7 %            | Alois Steinhauser                                   | KVP          | 13 335               | 95,8 %               |
| Nr. 42 (TI)        | Giuseppe Cattori          | 9. Mai 1915                | 20 851            | 2 197           | 10,5 %            | Alfonso Chicherio                                   | KVP          | 02 092               | 95,2 %               |
| Nr. 43 (VD)        | Charles-Eugène Fonjallaz  | 4. Mai 1917                | 35 423            | 4 396           | 12,4 %            | Isaac Oyex                                          | FDP          | 03 818               | 86,6 %               |

## Quelle
- Erich Gruner: Die Wahlen in den Schweizerischen Nationalrat 1848–1919. Band 3. Francke Verlag, Bern 1978, ISBN 3-7720-1445-3, S. 312–323.